# Campigny (Eure)
Campigny – miejscowość i gmina we Francji, w regionie Normandia, w departamencie Eure.
Według danych na rok 1990 gminę zamieszkiwało 807 osób, a gęstość zaludnienia wynosiła 75 osób/km² (wśród 1421 gmin Górnej Normandii Campigny plasuje się na 297. miejscu pod względem liczby ludności, natomiast pod względem powierzchni na miejscu 308.).